# Муин, Мухаммад
Мухаммад Му‘ин (перс. محمّد معین‎, 30 апреля 1918, Решт — 4 июля 1971, Тегеран) — выдающийся представитель иранской науки, филолог, лексиколог, литературовед, профессор Тегеранского университета, член Иранской Академии персидского языка, член французского «Азиатского общества» (фр. Société asiatique; 1958). Автор «Словаря Му‘ина».

## Биография
Родился 30 апреля 1918 года в городе Решт. Начальную школу окончил в родном городе. Образование продолжил в Тегеране, где с успехом окончил среднюю школу при Дар ул-Фунуне — первом иранском высшем учебном заведении, основанным Амир-Кабиром в 1851 году. В 1931 году Му‘ин поступил на философско-литературный факультет Тегеранского педагогического института, который окончил в 1934 году со степенью бакалавра. В 1938 году в Бельгии прошёл магистерский курс по прикладной психологии, антропологии и когнитивистики под руководством Элмера Ноулза (англ. Elmer Knowles). В 1939 году поступил в докторантуру Тегеранского университета, где в 1942 году под руководством Ибрахима Пур-Давуда успешно защитил диссертацию на соискание учёной степени доктора филологических наук по теме «Влияние зороастризма на персидскую литературу». Му‘ин — первый в Иране обладатель учёной степени доктора наук.
С 1942 года работал в качестве доцента, а затем и профессора на факультете гуманитарных наук Тегеранского университета, где он читал лекции по литературной критике и сравнительному литературоведению. С 1946 года начал сотрудничество с Али-Акбаром Деххода в составлении энциклопедического словаря персидского языка «Логатнаме Деххода», а с февраля 1956 года до конца жизни возглавлял Комиссию по составлению «Словаря Деххода».
В 1951 году Мухаммад Му‘ин вошёл в группу молодых и талантливых иранских учёных, таких как ‘Аббас Икбал Аштияни, Са‘ид Нафиси, ‘Абд ал-Хусайн Зарринкуб, Парвиз Натиль Ханлари и других, которых голландское издательство «Brill» пригласило для участия в проекте по переводу статей для многотомной «Энциклопедии ислама».
В 1952—1954 годах он был членом Высшего совета по культуре, участвовал в подготовке и проведении международных конгрессов, посвящённых 1000-летию Абу Али ибн Сина и 700-летию Насир ад-Дина Туси.
В 1954 году Му‘ин по приглашению Гарвардского университета посетил США, где читал лекции в ряде американских университетах и культурных учреждениях. В том же году удостоился медали Академии надписей и изящной словесности Франции (фр. Académie des Inscriptions et Belles-Lettres) за совместное с Анри Корбеном исправление и издание философского трактата Насира Хосрова «Джаме‘ ал-Хикматайн» (перс. جامع الحکمتین‎ [Книга, соединяющая две мудрости]).
В 1957 году в составе делегации Тегеранского университета Му‘ин принял участие в работе XXIV Международного конгресса востоковедов, проходившей с 28 августа по 4 сентября в Мюнхене (ФРГ). В ходе конгресса был избран членом международного комитета «Корпуса ираноязычных надписей» (англ. Corpus Inscriptionum Iranicarum, London), членом редколлегии «Словаря среднеперсидского языка». Эмиль Бенвенист и Вальтер Хеннинг, также участвовавшие в работе конгресса, высоко оценили его работу по исправлению и комментированию персидского толкового словаря «Бурхан-и Кате‘». В том же году по приглашению Академии наук СССР посетил Москву, Ленинград и Баку, где выступил с лекциями по литературе и культуре Ирана в университетах и научных учреждениях.
В 1958 году был избран членом Иранской Академии персидского языка. В том же году по приглашению Национального центра научных исследований (фр. Centre National de la Recherche Scientifique, CNRS) посетил Францию, где был избран членом «Азиатского общества» (фр. Société asiatique). В ходе поездки он выступал с лекциями в Сорбоннском университете.
В 1963 году по приглашению Принстонского университета посетил США.
Му‘ин возглавлял секцию по литературе на Международном конгрессе иранистов, проходившем с 31 августа по 6 сентября 1966 года в Тегеране. В том же году он посетил с лекциями и выступлениями Турцию. 30 сентября 1966 года впал в кому после перенесённого инфаркта.
Мухаммад Му‘ин скончался 4 июля 1971 года в Тегеране. Похоронен в городе Астане-Ашрафие в остане Гилян на севере Ирана.